# Joseph J. McDowell
Joseph Jefferson McDowell (* 13. November 1800 im Burke County, North Carolina; † 17. Januar 1877 in Hillsboro, Ohio) war ein US-amerikanischer Politiker. Zwischen 1843 und 1847 vertrat er den Bundesstaat Ohio im US-Repräsentantenhaus.

## Werdegang
Der im heutigen McDowell County geborene Joseph J. McDowell war der Sohn des gleichnamigen Kongressabgeordneten Joseph McDowell Jr. (1756–1801) aus North Carolina. 1805 zog er mit seiner Mutter nach Kentucky; im Jahr 1817 kam er in das Augusta County in Virginia. Er besuchte die öffentlichen Schulen seiner jeweiligen Heimat und wurde dann in der Landwirtschaft aktiv. Im Jahr 1824 kam er in das Highland County in Ohio, wo er ebenfalls in der Landwirtschaft arbeitete. Ab 1829 war er in Hillsboro im Handel tätig. Gleichzeitig schlug er als Mitglied der Demokratischen Partei eine politische Laufbahn ein. 1832 war er Abgeordneter im Repräsentantenhaus von Ohio; im Jahr darauf gehörte er dem Staatssenat an. Im Jahr 1834 wurde er zum Brigadegeneral der Staatsmiliz ernannt. Nach einem anschließenden Jurastudium und seiner 1835 erfolgten Zulassung als Rechtsanwalt begann er in Hillsboro in diesem Beruf zu arbeiten. 1840 kandidierte er noch erfolglos für das US-Repräsentantenhaus.
Bei den Kongresswahlen des Jahres 1842 wurde McDowell dann aber im siebten Wahlbezirk von Ohio in das US-Repräsentantenhaus in Washington, D.C. gewählt, wo er am 4. März 1843 die Nachfolge von William Russell antrat. Nach einer Wiederwahl konnte er bis zum 3. März 1847 zwei Legislaturperioden im Kongress absolvieren. Diese waren von den Ereignissen des Mexikanisch-Amerikanischen Krieges geprägt. Von 1843 bis 1845 war McDowell Vorsitzender des Committee on Accounts.
Nach dem Ende seiner Zeit im US-Repräsentantenhaus war er wieder als Anwalt und in der Landwirtschaft tätig. Er starb am 17. Januar 1877 in Hillsboro, wo er auch beigesetzt wurde.